# Apam Napat
Nell'induismo Apam Napat (sanscrito: "Nipote delle Acque") è il dio delle acque fresche, come fiumi e laghi. Era originariamente anche una delle principali divinità dello zoroastrismo, in cui però venne largamente sostituito con Anahita.
Apam Napat a volte (Rigveda, II, 35, 3) è descritto come un dio del fuoco che nasce dalle acque (vedi Agni). In certi casi poteva riferirsi anche al riflesso dei raggi solari sull'increspatura dell'acqua. L'immagine forse è una metafora del ribollire dell'acqua o del tramonto infuocato del sole nell'oceano indiano.
Il riferimento alle fiamme può essersi originato da gas naturali o petrolio sprigionati attraverso la superficie dell'acqua come nel tempio del fuoco a Surakhany presso Baku in Azerbaigian.
Apam Napat forse è imparentato con Nettuno (dio romano delle acque), Nodens (dio britannico delle acque termali) e Nechtan (dio irlandese delle acque). Può essere collegato anche col mitico Näcken, un essere che dimora presso pozzi e sorgenti.
Secondo un'ipotesi la parola naphtha (greco: "petrolio") deriva da Apam Napat.